# Psilocybe
Psilocybe (altgriechisch ψιλός psilós ‚bloß, nackt, kahl‘ und κύβη kýbē ‚Kopf‘) ist eine Gattung von Pilzen aus der Familie der Hymenogastraceae und wird üblicherweise den sogenannten little brown mushrooms („kleine braune Pilze“) zugeordnet. Die Bezeichnung Kahlköpfe wird heute auch für die Gattung Deconica verwendet, deren Vertreter früher zu Psilocybe gestellt wurden. Einige Arten werden auch als Klebköpfe bezeichnet.

## Merkmale

### Makroskopische Merkmale
Psilocybe bildet kleine bis mittelgroße, gelbbraune bis braune in Hut und Stiel gegliederte Fruchtkörper mit glockenförmigem oder halbkugeligem, oft charakteristisch zugespitztem Hut. Die Hüte weisen meist braune Färbungen, manchmal mit blauen Einschlägen, auf, die sich meist mit dem Wassergehalt ändern (Hygrophanität). Sie sind dünnfleischig und meist klebrig bis schmierig. Die Bezeichnung Kahlkopf ist von der glatten Hutoberfläche abgeleitet; selten ist sie schwach samtig. Die anfangs beigefarbenen Lamellen sind breit am Stiel angewachsen oder angeheftet oder sie laufen mit einem Zahn am Stiel herab. Sie werden meist verhältnismäßig breit, in enger bis entfernter Stellung. Später werden sie rot- bis matt braun oder fast schwarz, manchmal zeigen sie auch purpurne Töne. Der zylindrische Stiel ist dünn und steht zentral. Der Stiel ist, wie meist auch der Hut, hygrophan und verfärbt sich beim Trocknen schwarz, schwarzblau, blau oder grünlich. Ein Velum ist mitunter reichlich vorhanden. Es befindet sich an Hut und Stiel, umsäumt manchmal den Hutrand oder bildet eine Ringzone am Stiel. Das Velum kann sehr vergänglich sein. Der Geruch ist unbedeutend oder mehlartig, bei einigen Arten süßlich. Der Geschmack ist ebenfalls unbedeutend bis mehlartig, selten aber auch bitter. Das Sporenpulver ist blass braun bis schwarz-braun oder schwarz, manchmal mit violetten Tönen. 

### Mikroskopische Merkmale
Die Sporen sind ellipsoid bis mandelförmig oder hexagonal in der Frontansicht. Sie sind glatt und weisen meist einen deutlichen Keimporus auf. Ihre Wand ist oft dünn oder auch deutlich verdickt. Sie erscheinen honigfarben bis braun. Die Sporen sind inamyloid. Die Cheilozystiden sind meist mehr oder weniger flaschenförmig. Pleurozystiden fehlen. Die Huthaut wird aus einer Cutis oder einer Ixocutis gebildet. Schnallen sind vorhanden oder fehlen.

## Gattungsabgrenzung
Die Pilze der Gattung Deconica haben kein blauendes Fleisch. Im Gegensatz zu den verwandten Träuschlingen und Schüpplingen fehlen Psilocybe Schuppen an Hut und Stiel.

## Ökologie
Psilocybe lebt saprobiontisch auf Erde, Stroh, Holzhäcksel, Torf und Detritus. Selten kommen auf Moos parasitierende Arten vor.

## Arten

### Europäische Arten
Die Gattung umfasst zahlreiche Arten.
In Europa kommen vor:
- Stattlicher Kahlkopf (Psilocybe azurescens)
- Blauender Kahlkopf oder Blaugrünfleckender Kahlkopf (Psilocybe cyanescens)
- Blaufuß-Kahlkopf (Psilocybe fimentaria)
- Psilocybe gallaeciae
- Psilocybe glutinosa
- Psilocybe hispanica
- Freudiger Kahlkopf (Psilocybe laetissima)
- Falscher Mist-Kahlkopf (Psilocybe liniformans)
- Psilocybe medullosa
- Flaumiger Kahlkopf (Psilocybe puberula)
- Psilocybe sardoa
- Spitzkegeliger Kahlkopf (Psilocybe semilanceata)
- Serbischer Kahlkopf (Psilocybe serbica)
  - Psilocybe serbica f. sternberkiana
  - Rätselhafter Kahlkopf (Psilocybe serbica var. arcana)
  - Böhmischer Kahlkopf (Psilocybe serbica var. bohemica)
  - Mährischer Kahlkopf (Psilocybe serbica var. moravica)
- Wald-Kahlkopf (Psilocybe silvatica)
- Steifstieliger Kahlkopf (Psilocybe strictipes)
- Fastspindelsporiger Kahlkopf (Psilocybe subfusispora)
- Torf-Kahlkopf (Psilocybe turficola)

### Außereuropäische Arten
- Kubanischer Kahlkopf (Psilocybe cubensis)
- Mexikanischer Kahlkopf (Psilocybe mexicana)
- Aztekischer Kahlkopf (Psilocybe aztecorum)
- Psilocybe baeocystis
- Psilocybe argentipes
- Psilocybe caerulescens
- Psilocybe cyanofibrillosa
- Psilocybe eucalypta
- Psilocybe hoogshagenii
- Psilocybe natalensis
- Psilocybe samuiensis
- Psilocybe stuntzii
- Psilocybe subaeruginosa
- Psilocybe tampanensis
- Psilocybe wassoniorum
- Psilocybe weilii
- Psilocybe zapotecorum

## Bedeutung

### Speisewert und Inhaltsstoffe
Die Kahlköpfe kommen als Speisepilze nicht in Frage. Sie enthalten psychotrope Substanzen wie zum Beispiel Psilocybin und werden deshalb auch als Rauschmittel genutzt. Für psychische Nebenwirkungen und Wirkungen und weitere Informationen zum Rauschmittel siehe auch psychoaktive Pilze.

### Rechtliches
Die Pilze enthalten teilweise relevante Mengen von Psilocin und Psilocybin. Aufgrund dieser Inhaltsstoffe ist der Besitz und Handel mit den Pilzen nach dem Betäubungsmittelgesetz in der BRD und den meisten anderen europäischen Ländern untersagt. Zum Zwecke von wissenschaftlichen Erkundungen ist es erlaubt, Pilze dieser Art zu sammeln; dies bedarf jedoch einer behördlichen Genehmigung.